# Steffen Nkansah
Steffen Nkansah (* 7. April 1996 in Münster) ist ein deutscher Fußballspieler. 

## Leben
Nkansah ist zwar in Münster geboren, aber in der Pfalz aufgewachsen. Sein Vater stammt aus Ghana.

## Karriere

### Verein
Nach seinen Anfängen in der Jugend des FC Bavaria Wörth und der TSG 1899 Hoffenheim wechselte er im Sommer 2014 in die Jugendabteilung von Borussia Mönchengladbach. Nach zwei Spielzeiten in der zweiten Mannschaft erfolgte im Sommer 2017 sein Wechsel zu Eintracht Braunschweig. Dort kam er auch zu seinem ersten Einsatz im Profibereich in der 2. Bundesliga, als er am 18. August 2017, dem 3. Spieltag, beim 1:1-Heimunentschieden gegen den FC Erzgebirge Aue in der 65. Spielminute für Hendrick Zuck eingewechselt wurde. Es folgten sechs weitere Zweitligaeinsätze, mit der Eintracht musste Nkansah am Ende der Saison 2017/18 dennoch aus der zweiten Liga absteigen. In der 3. Liga entwickelte er sich zum Stammspieler in der Braunschweiger Abwehr. In der Spielzeit 2019/20 gelang ihm mit der Mannschaft der Wiederaufstieg in die 2. Bundesliga.
Im Sommer 2020 wechselte er zum FSV Zwickau. Ab der Saison 2022/2023 stattete ihn der Zweitligaabsteiger FC Erzgebirge Aue mit einem Zweijahresvertrag aus. Im Sommer 2025 veließ er Aue schließlich.

### Nationalmannschaft
Nkansah hat für die U-16 bis U-19 des Deutschen Fußball-Bundes insgesamt 19 Länderspiele bestritten.